# Route nationale 152 (Espagne)
Pour les articles homonymes, voir N152 et Route nationale 152.
Inscrite dans l'axe européen E-9 (Paris - Orléans - Limoges - Toulouse - Barcelone...), la N-152 relie la frontière française dans le prolongement direct de la N20 à la seule localité de Puigcerdà, son tracé ne totalise plus que 2 kilomètres depuis l'année 2010.

## Histoire

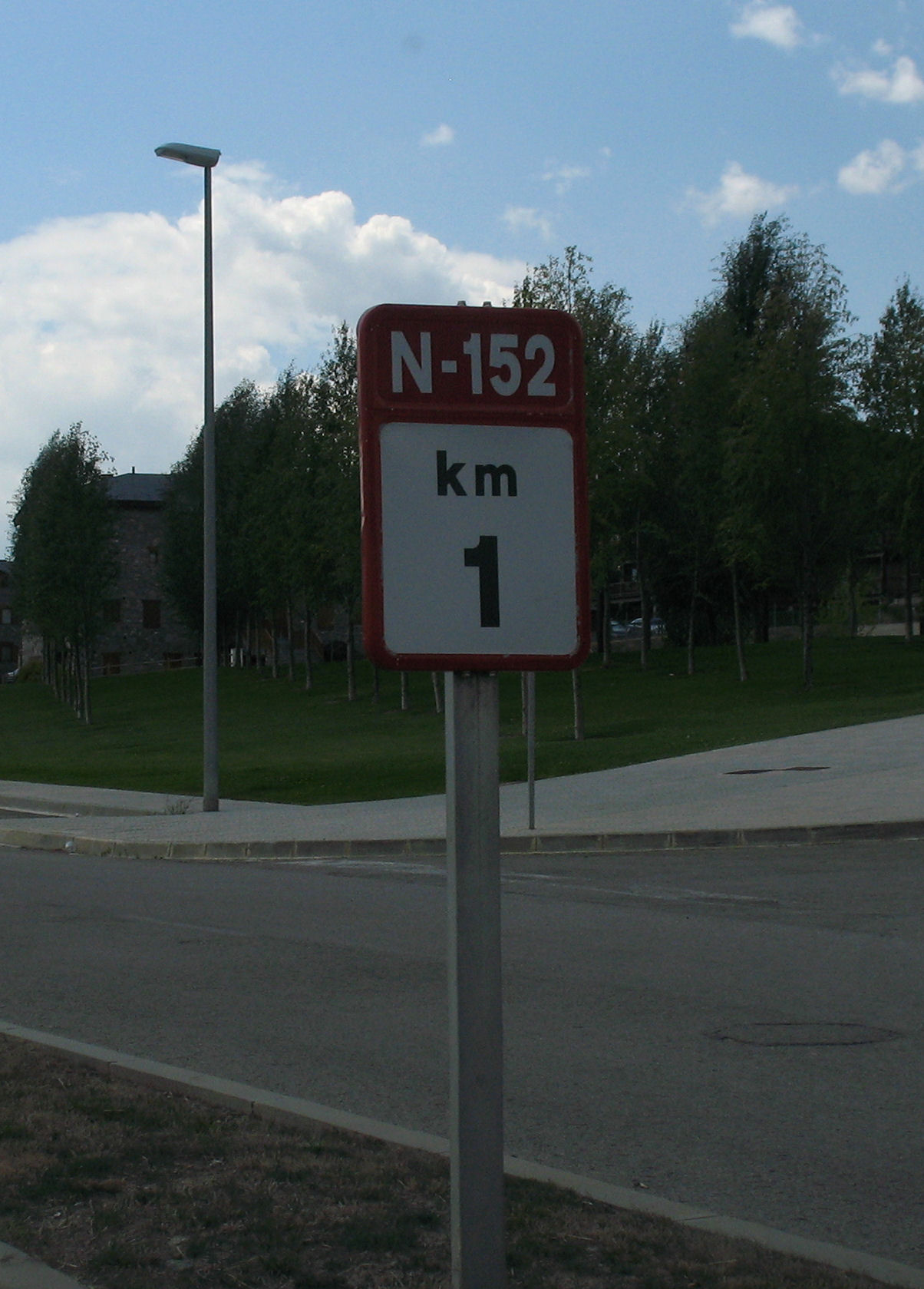
La route nationale N-152 à Puigcerdà durant l'été 2011.

Cette route reçoit sa dénomination officielle à partir des années 1950 en l'application du plan Peña, sa longueur est alors d'environ 180 kilomètres.
Le tracé d'origine débutait sur l'Avenue Méridienne à Barcelone et quittait la banlieue par la ville industrielle de Granollers, les comarques du Vallès Occidental et du Ripollès furent traversés avant de longer une partie de la chaîne pyrénéenne, sur une longue et sinueuse corniche passant par le col de Toses. L'itinéraire devenait plus rectiligne sur la plaine d'altitude de la comarque de Cerdagne et parvenait à Puigcerdà. Le parcours s'achevait dans l'enclave de Llivia par la Route neutre.
Quelques adaptations sont opérées en marge de l'ouverture du Tunnel du Cadi : le tracé passant par le centre urbain de Puigcerdà est dévié par le sud à partir de 1984, la desserte de l'enclave de Llivia est délaissée au profit de celle du pont international de la Rahur (reliant Puigcerdà à Bourg-Madame...) dès 1993. Le tronçon vers Llivia (route neutre) est alors renommé N-154.
La gestion de la liaison Ripoll - Barcelone a été transférée à la région autonome de Catalogne en 2003. Cet axe devient donc la C-17 et est baptisé Eix del Congost tandis que de nouvelles sections de voies rapides y sont régulièrement mises en service, ce programme est en cours de finalisation entre Ripoll et Vic.
Au cours de l'année 2010, la section sinueuse entre Urtx et Ripoll a été intégrée au tracé de la N-260, et seul reste aujourd'hui le tronçon de Puigcerdà, entre la N-260 et la frontière.

## Projets
Le parcours de la route européenne  E-9  serait à terme transféré de sa liaison actuelle vers celle du projet autoroutier reliant Toulouse et l'Ariège à Barcelone, aucune date n'a cependant été annoncée.

## Parcours
| Points | Destinations                         | Bifurcation | km  |
| ------ | ------------------------------------ | ----------- | --- |
|        |                                      |             | 0   |
|        |                                      |             | 0   |
|        | Barcelone / Puigcerdà                | E-9 N-152   | 0,5 |
|        | Puigcerdà                            | N-154       | 0,5 |
|        | Puigcerdà                            |             | 1   |
|        | Barcelone / Ripoll / La Seu d'Urgell | N-260       | 2   |

## Alternative
Étant désormais interdite aux véhicules d'un P.M.A. de plus de 3,5 tonnes au niveau du pont international du Rahur, c'est l'itinéraire de la N-154 qui est emprunté par cette catégorie d'usagers, évitant ainsi la traversée du village de Bourg-Madame en France.

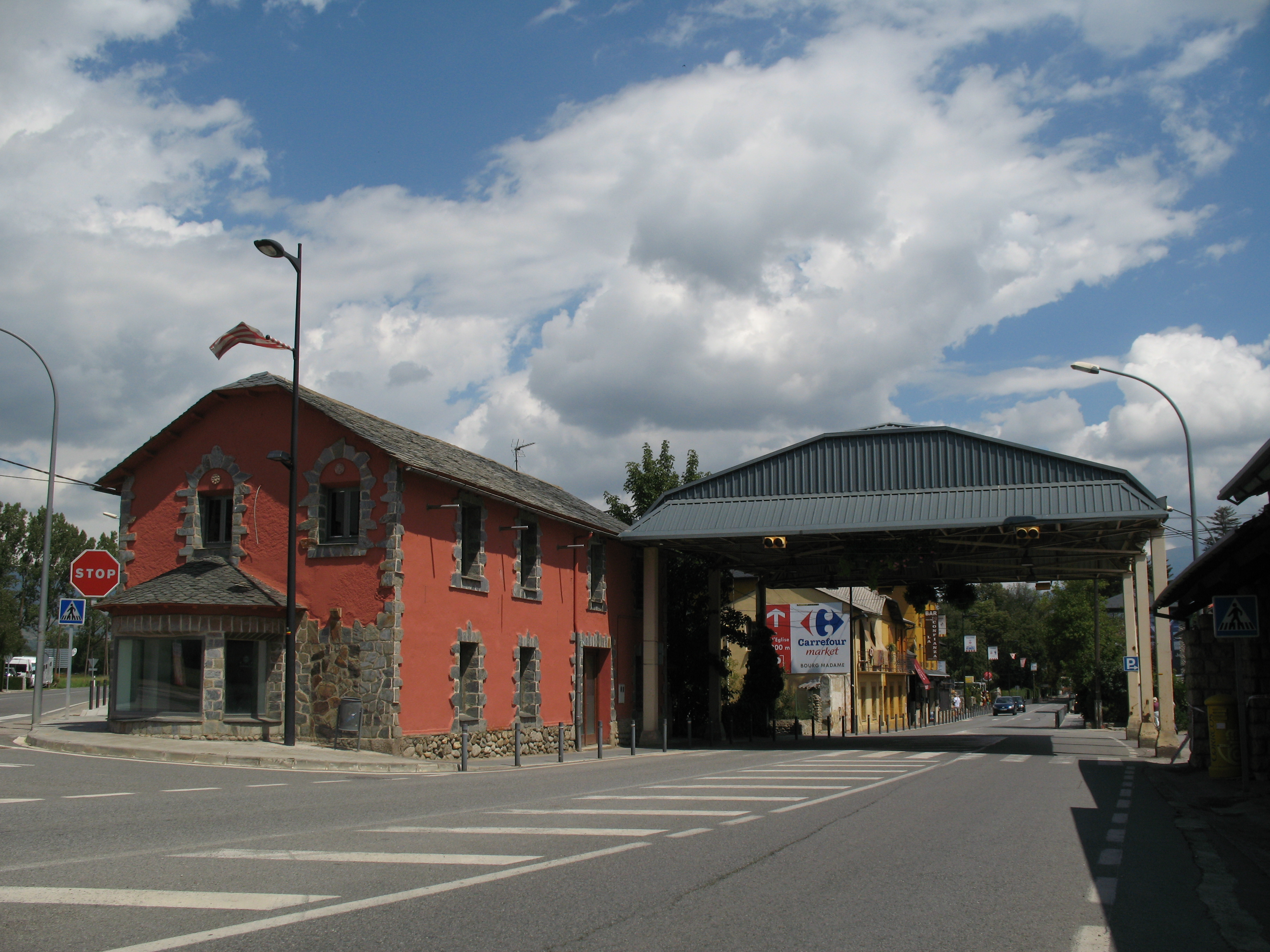
Un des vestiges de l'aire douanière espagnole vus en direction du pont international.
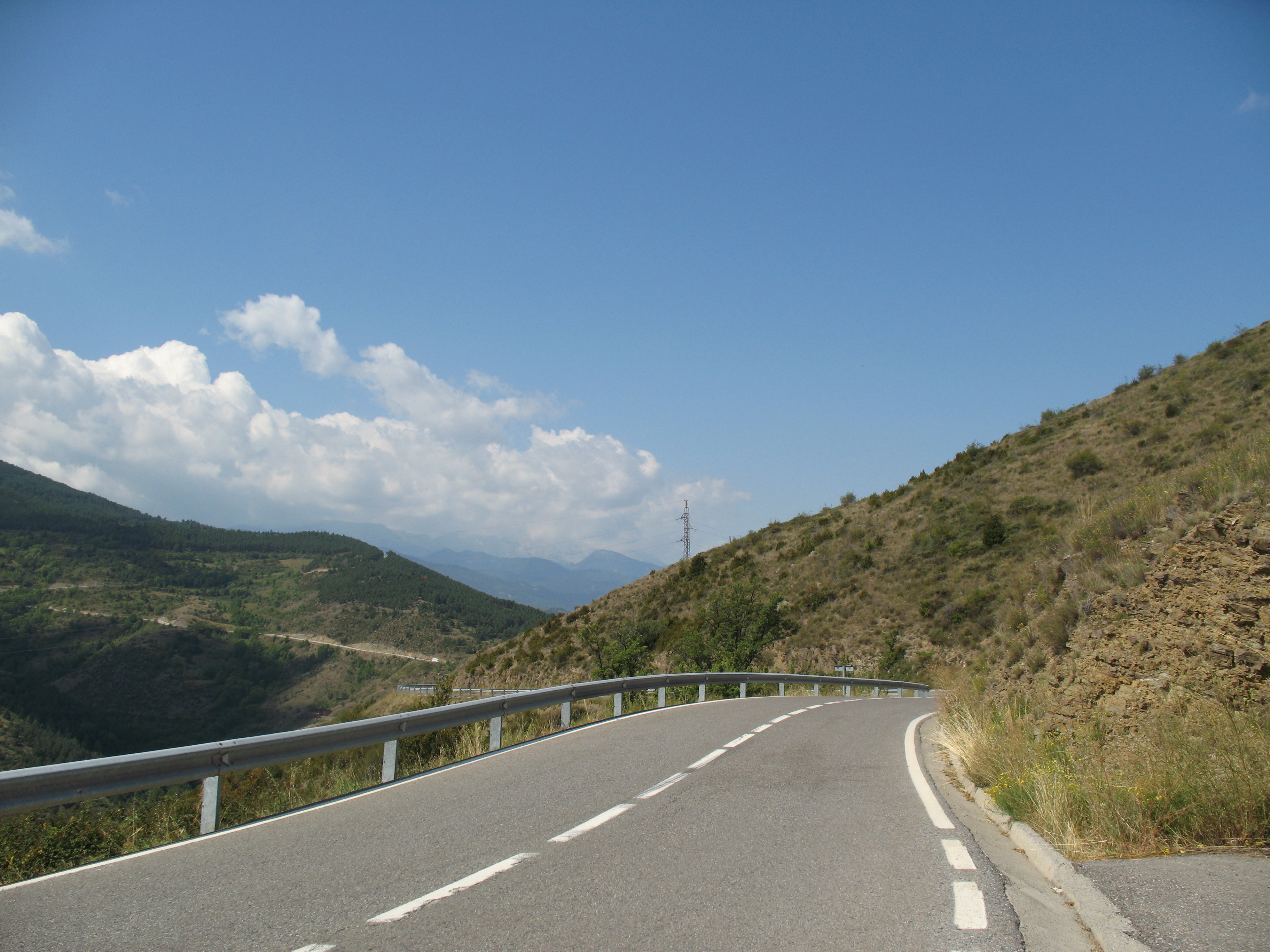
L'ex-route nationale N-152 dans sa longue portion en corniche près de Urtx.